# David Albelda
David Albelda Aliqués (La Pobla Llarga, 1 de setembro de 1977) é um ex-futebolista espanhol que atuou como volante. Jogou majoritariamente pelo Valencia, medalhista olímpico.  

## Títulos
Valencia
- Campeonato Espanhol: 2001/02, 2003/04
- Liga Europa: 2003-04
- Supercopa Europeia: 2004
- Copa do Rei: 2007/08
- Supercopa da Espanha: 1999